# افسر بهینی
افسر بهینی (که با نام گردان افسر نیز شناخته می‌شود) زیرمجموعه‌ای از نیروهای مبارز موسوم به مکتی بهینی در جریان جنگ استقلال بنگلادش بود. سرگرد افسرالدین احمد، این گردان را با سازمان‌دهی نیروهای مبارز در منطقه میمن‌سینگ تشکیل داد. اعضای این گروه به‌طور مخفیانه اقدام به جمع‌آوری سلاح از ارتش پاکستان می‌کردند و مناطقی را که به تصرف خود درمی‌آوردند، توسعه می‌دادند. این گروه دارای ۴٬۵۰۰ عضو بود. سرگرد افسرالدین احمد فرمانده ارشد این گروه به‌شمار می‌رفت.